# Lijst van beschermd erfgoed in Aat
Onderstaande tabel geeft een overzicht van de beschermde erfgoederen in de gemeente Aat. Het beschermd erfgoed maakt onderdeel uit van het cultureel erfgoed in België.
| Object | Bouwjaar/architect | Deelgemeente | Adres                                   | Coördinaten                   | Nummer?                | Afbeelding |
| --- | ------------------ | ------------ | --------------------------------------- | ----------------------------- | ---------------------- | --- |
| Stadhuis (M) |                    | Aat          | Grand' Place 45                         | 50° 37' 50" NB, 3° 46' 37" OL | 51004-CLT-0001-01 Info | Stadhuis (M) |
| Voormalige refugie van de abdij van Gellingen (M) |                    | Aat          | Rue Haute 27                            | 50° 37' 46" NB, 3° 46' 48" OL | 51004-CLT-0003-01 Info | Voormalige refugie van de abdij van Gellingen (M) |
| Sint-Juliaanskerk: koor en toren (M) |                    | Aat          |                                         | 50° 37' 44" NB, 3° 46' 32" OL | 51004-CLT-0006-01 Info | Sint-Juliaanskerk: koor en toren (M) |
| Calvarie met graflegging, aan de Sint-Martinuskerk (M) |                    | Aat          |                                         | 50° 37' 56" NB, 3° 46' 39" OL | 51004-CLT-0007-01 Info | Calvarie met graflegging, aan de Sint-Martinuskerk (M) |
| toren en kasteel Burbant (M) ensemble van het kasteel met omgeving (S)                                                                                       |                    | Aat          | Rue du Gouvernement                     | 50° 37' 51" NB, 3° 46' 29" OL | 51004-CLT-0008-01 Info | toren en kasteel Burbant (M) ensemble van het kasteel met omgeving (S)                                                                                     |
| Sint-Maartenskerk (M) |                    | Aat          |                                         | 50° 37' 55" NB, 3° 46' 38" OL | 51004-CLT-0010-01 Info | Sint-Maartenskerk (M) |
| Gebastioneerde omwalling: brug van de Herse en bastion van Vlaanderen (S)                                                                                    |                    | Aat          |                                         | 50° 38' 1" NB, 3° 46' 31" OL  | 51004-CLT-0011-01 Info | Gebastioneerde omwalling: brug van de Herse en bastion van Vlaanderen (S)                                                                                  |
| Gevel van het huis van Barmhartigheid (M) |                    | Aat          | rue du Spectacle                        | 50° 37' 42" NB, 3° 46' 41" OL | 51004-CLT-0014-01 Info | Gevel van het huis van Barmhartigheid (M) |
| Overblijfselen van Fort du Mont-Féron: 33 kazematten (M) |                    | Aat          | chaussée de Tournai                     | 50° 37' 57" NB, 3° 46' 3" OL  | 51004-CLT-0016-01 Info | |
| Steenhouwerswoning: gevel en dak (M) |                    | Maffle       | Rue de la Fosse 45                      | 50° 37' 4" NB, 3° 48' 10" OL  | 51004-CLT-0017-01 Info | Steenhouwerswoning: gevel en dak (M) |
| Voormalige brouwerij Rivière: brouwzaal (M) | 1852               | Maffle       | Rue de la fosse 56                      | 50° 37' 6" NB, 3° 48' 7" OL   | 51004-CLT-0021-01 Info | |
| Voormalige brouwerij Rivière: uitbreiding bescherming tot het integrale gebouw (M)                                                                           | 1852               | Maffle       | rue de la Fosse 56                      | 50° 37' 6" NB, 3° 48' 6" OL   | 51004-CLT-0022-01 Info | |
| Ensemble van het kasteel van La Berlière, de dreef, de Franse tuin, de vijver, de boerderij en het park (S)                                                  |                    | Houtaing     | Route de Frasnes 243                    | 50° 38' 59" NB, 3° 41' 5" OL  | 51004-CLT-0026-01 Info | Ensemble van het kasteel van La Berlière, de dreef, de Franse tuin, de vijver, de boerderij en het park (S)                                                |
| Kasteel van La Berlière: gevels en daken alsook decoratieve elementen (M)                                                                                    | Antoine Payen      | Houtaing     | Route de Franses 243                    | 50° 38' 31" NB, 3° 41' 35" OL | 51004-CLT-0027-01 Info | Kasteel van La Berlière: gevels en daken alsook decoratieve elementen (M)                                                                                  |
| Kasteelboerderij van Irchonwelz (M) |                    | Irchonwelz   | Rue du Castel 19                        | 50° 37' 14" NB, 3° 45' 29" OL | 51004-CLT-0028-01 Info | Kasteelboerderij van Irchonwelz (M) |
| Ensemble van de kasteelboerderij van Irchonwelz en zijn omgeving (S)                                                                                         |                    | Irchonwelz   | Rue du Castel                           | 50° 37' 13" NB, 3° 45' 20" OL | 51004-CLT-0029-01 Info | Ensemble van de kasteelboerderij van Irchonwelz en zijn omgeving (S)                                                                                       |
| Houten windmolen Moulin de la Marquise (M) | 1747-1752          | Moulbaix     | Rue Marcel Labie                        | 50° 35' 55" NB, 3° 43' 10" OL | 51004-CLT-0033-01 Info | Houten windmolen Moulin de la Marquise (M) |
| Huis: gevels en daken (M) |                    | Aat          | rue du Noir Boeuf 3                     | 50° 37' 43" NB, 3° 46' 45" OL | 51004-CLT-0034-01 Info | Huis: gevels en daken (M) |
| Brouwerij Langie: gevels en daken Grand'Rue des Bouchers, en een deel van de gevels aan de binnenplaats (M)                                                  |                    | Aat          | Rue des Bouchers 2                      | 50° 37' 56" NB, 3° 46' 41" OL | 51004-CLT-0036-01 Info | Brouwerij Langie: gevels en daken Grand'Rue des Bouchers, en een deel van de gevels aan de binnenplaats (M)                                                |
| Huis: gevels en daken (M) |                    | Aat          | Rue Beugnies 2-4                        | 50° 37' 42" NB, 3° 46' 44" OL | 51004-CLT-0038-01 Info | Huis: gevels en daken (M) |
| Huis: gevels en daken (M) |                    | Aat          | Rue Beugnies 6                          | 50° 37' 42" NB, 3° 46' 44" OL | 51004-CLT-0039-01 Info | Huis: gevels en daken (M) |
| Huis: gevels en daken (M) |                    | Aat          | Rue Beugnies 8                          | 50° 37' 42" NB, 3° 46' 44" OL | 51004-CLT-0040-01 Info | Huis: gevels en daken (M) |
| Site van de Cavée (S) |                    | Isières      | Rue Notre-Dame                          | 50° 40' 37" NB, 3° 48' 5" OL  | 51004-CLT-0041-01 Info | Site van de Cavée (S) |
| Kasteel van Moulbaix: gevels, daken en inkomhal (M) |                    | Moulbaix     | Place Henri Stourme 1                   | 50° 36' 22" NB, 3° 42' 50" OL | 51004-CLT-0042-01 Info | Kasteel van Moulbaix: gevels, daken en inkomhal (M) |
| Kapel Notre-Dame au Chêne (M) |                    | Irchonwelz   | Chaussée de Tournai, links van nr. 241  | 50° 37' 40" NB, 3° 44' 46" OL | 51004-CLT-0043-01 Info | |
| Kasteel Bourlu: gevels en daken (M) |                    | Aat          | Rue du Château Bourlu 21                | 50° 37' 54" NB, 3° 46' 46" OL | 51004-CLT-0044-01 Info | Kasteel Bourlu: gevels en daken (M) |
| Windmolen Le Blanc Moulin (M) |                    | Ostiches     | chemin de la Cocampe, links van nr. 326 | 50° 40' 34" NB, 3° 45' 46" OL | 51004-CLT-0045-01 Info | Windmolen Le Blanc Moulin (M) |
| Kalkoven van de groeve van Rivière (M) plein en omgeving (S)                                                                                                 |                    | Maffle       | Place de Maffle                         | 50° 36' 59" NB, 3° 48' 5" OL  | 51004-CLT-0047-01 Info | |
| Hoeve: gevels en daken, alsook van de schuur (M) |                    | Bouvignies   | Chemin de la Guingette 2                | 50° 39' 7" NB, 3° 45' 12" OL  | 51004-CLT-0048-01 Info | Hoeve: gevels en daken, alsook van de schuur (M) |
| Huis: gevels en daken, en de totaliteit van de pijlerkapel (M) omgeving (S)                                                                                  |                    | Aat          | Rue de Scamps 57                        | 50° 37' 11" NB, 3° 47' 24" OL | 51004-CLT-0049-01 Info | Huis: gevels en daken, en de totaliteit van de pijlerkapel (M)omgeving (S)                                                                                 |
| Kasteel Francqué of du Coron: gevels, daken, trap en serre (M) grasland aan achterzijde (S)                                                                  |                    | Aat          | Chaussée de Lessines 75                 | 50° 38' 46" NB, 3° 47' 50" OL | 51004-CLT-0050-01 Info | |
| Landhuis: gevels en daken (M) |                    | Irchonwelz   | Rue du Pont-Mouchon 11                  | 50° 37' 8" NB, 3° 45' 15" OL  | 51004-CLT-0051-01 Info | |
| Hoeve van Beaulieu (M) |                    | Rebaix       | Chemin de l'Enfer 2                     | 50° 39' 45" NB, 3° 46' 55" OL | 51004-CLT-0052-01 Info | |
| Kapel Onze-Lieve-Vrouw van Toevlucht of Mausoleum d'Oultremont (M) voormalig gasthuis, ommuring en drinkplaats (architecturaal geheel) percelen eromheen (S) |                    | Houtaing     | Rue du Carnier 3 en 5                   | 50° 38' 22" NB, 3° 40' 51" OL | 51004-CLT-0054-01 Info | Kapel Onze-Lieve-Vrouw van Toevlucht of Mausoleum d'Oultremont (M)voormalig gasthuis, ommuring en drinkplaats (architecturaal geheel)percelen eromheen (S) |
| Steenhouwerswoning: gevels en daken (M) |                    | Maffle       | Rue de la Fosse 47                      | 50° 37' 4" NB, 3° 48' 10" OL  | 51004-CLT-0055-01 Info | Steenhouwerswoning: gevels en daken (M) |
| Steenhouwerswoning: gevels en daken (M) |                    | Maffle       | Rue de la Fosse 49                      | 50° 37' 4" NB, 3° 48' 9" OL   | 51004-CLT-0056-01 Info | Steenhouwerswoning: gevels en daken (M) |
| Steenhouwerswoning: gevels en daken (M) |                    | Maffle       | Rue de la Fosse 51                      | 50° 37' 4" NB, 3° 48' 9" OL   | 51004-CLT-0057-01 Info | Steenhouwerswoning: gevels en daken (M) |